# Dobijak nagi
Dobijak nagi (Gymnammodytes semisquamatus) – gatunek ryby z rodziny dobijakowatych (Ammodytidae).

## Występowanie
Występuje w północnym Atlantyku, na południe od Norwegii i Morza Irlandzkiego do zat. Biskajskiej, w Morzu Północnym.
Ryba żyjąca w strefie przydennej, na dnie żwirowatym, na głębokości od 20 do 200 m.

## Opis
Dorasta maksymalnie do 23,5 cm. Ciało węgorzowate, wydłużone. Głowa długa ze spiczastym pyskiem. Ciało w przedniej części bezłuskie, tylna część pokryta kolistą drobną łuską, głęboko wrośnięta w skórę. Płetwa grzbietowe bardzo długa podparta 56–59 miękkimi promieniami, od dwóch zaokrąglonych wcięciach. Płetwa odbytowa podparta 28–32 miękkimi promieniami z jednym wcięciem. Płetwa ogonowa zatokowo wcięta. Nie posiada płetw piersiowych.
Ubarwienie: grzbiet złocisty lub zielonkawobrązowy, boki żółte, brzuch srebrzysty lśniący.

## Odżywianie
Odżywia się planktonem i drobnymi zwierzętami żyjącymi na dnie.

## Rozród
Rozród odbywa się w zależności od temperatury,  w południowej części występowania w miesiącach zimowych, a w północnej w okresie letnim. Ikra składana jest na piaszczystym dnie.